# Festival de Cinema de Iocoama
O Festival de Cinema de Iocoama (ヨコハマ映画祭, Yokohama eigasai) é uma cerimónia anual de entrega de prémios, realizada em Iocoama, no Japão. A primeira edição do festival ocorreu a 3 de fevereiro de 1980, sendo organizada por cinéfilos e críticos de cinema. Apenas dez filmes são escolhidos como os melhores do ano e vários prémios são atribuídos aos profissionais.

## Prémios concedidos
- Melhor filme
- Melhor ator principal
- Melhor atriz principal
- Melhor ator secundário
- Melhor atriz secundária
- Melhor realizador
- Melhor realizador revelação
- Melhor argumento
- Melhor diretor de fotografia
- Revelação do ano
- Prémio Especial do Júri
- Melhor ator revelação
- Melhor atriz revelação